# Katrin Rönicke

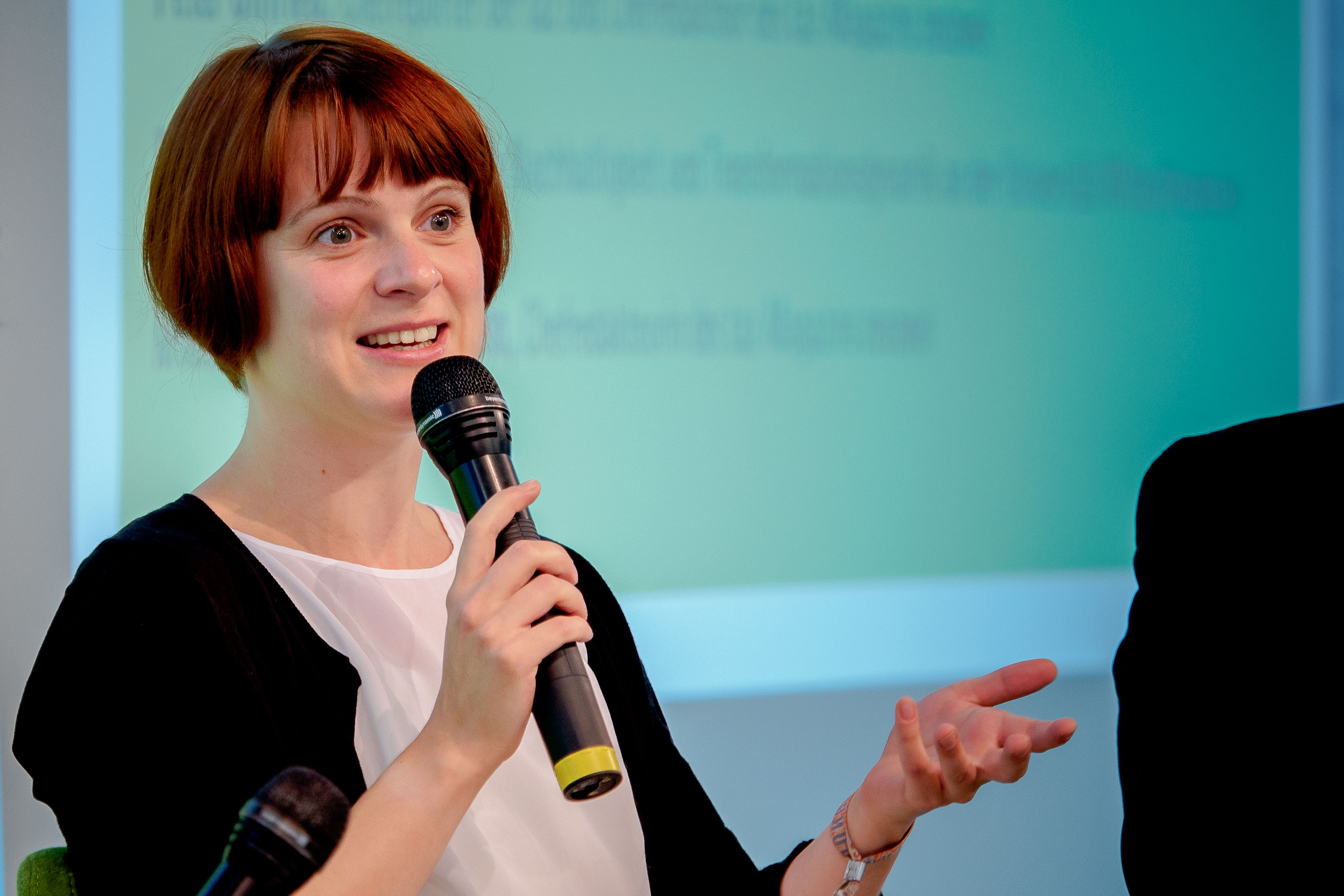
Katrin Rönicke (2015)

Katrin Rönicke (* 27. September 1982 in Wittenberg) ist eine deutsche Autorin, Journalistin, Bloggerin und Podcasterin. Ihre Schwerpunktthemen sind Geschlechterdemokratie, Emanzipation und feministische Netzkultur.

## Leben
Katrin Rönicke ist die Tochter des Sachbuchautors Frank Rönicke, der 1987 aus der DDR floh. Die Mutter konnte mit ihr 1989 vor der Wende nachkommen. Sie wuchs anschließend in Baden-Württemberg auf. 2002 machte sie am Deutschorden-Gymnasium Bad Mergentheim ihr Abitur. Nach einem Freiwilligen Sozialen Jahr und einem Praktikum bei den Fränkischen Nachrichten studierte sie von 2003 bis 2006 Biologie und Chemie. Ihr anschließendes Bachelor-Studium der Erziehungswissenschaften an der Berliner Humboldt-Universität schloss sie im September 2011 ab. Sie war ab 2009 Stipendiatin der Heinrich-Böll-Stiftung und von 2010 bis 2017 Mitglied des Frauenrats, der die frauenpolitischen Ziele der Stiftung unterstützt.
Rönicke hat zwei Kinder. Seit 2020 ist sie mit Holger Klein verheiratet.

## Wirken
2001 trat Katrin Rönicke der Grünen Jugend bei und war 2002/03 sowie 2004 Mitglied des Bundesvorstandes.
Als freie Autorin schrieb Rönicke ab 2009 für die Wochenzeitung der Freitag eine Kolumne über Geschlechterverhältnisse im Alltag und Beiträge über Fragen der Erziehung und Bildung. Neben dieser Tätigkeit war sie auch für das Magazin Cicero und für die taz tätig. Sie sowie Marco Herack schrieben von Januar 2013 bis Januar 2015 für die FAZ die Blog-Kolumne Wir Wostkinder.
Rönicke tritt in der Öffentlichkeit für eine Gleichstellungspolitik ein. So diskutierte sie mit den Bundestagsabgeordneten Katja Dörner und Dorothee Bär in der taz über Frauenpolitik der Zukunft und trägt auf überregionalen öffentlichen Veranstaltungen wie der Blogger- und Social-Media-Konferenz re:publica 2012 oder der VdK-Landesfrauenkonferenz dazu vor. 2011 trat sie als Referentin der Veranstaltungsreihe Gender-Kritik am Zentrum für Frauen- und Geschlechterforschung der Universität Leipzig auf. Zum ersten Jahrestag des Gleichstellungsberichts der Bundesregierung nahm Rönicke an der Diskussionsveranstaltung, die von der Friedrich-Ebert-Stiftung hierzu im Juni 2012 organisiert worden war, teil. Sie thematisierte die Problematik der Vereinbarkeit von Mutterschaft und Studium bei Studentinnen.
2019 veröffentlichte Rönicke eine Biographie über Beate Uhse, darin konzentrierte sie sich auf den Werdegang Uhses als Unternehmerin. Uhse sei keine Vorkämpferin des Feminismus gewesen, wie häufig behauptet werde, lautet ihr Fazit. „Das ist hier alles andere als die Emanzipationsgeschichte einer Frau nach 1945, die für die sexuelle Freiheit und das Glück der Menschen kämpft.“

### Feministische Netzkultur
Ab 2005 verfasste sie bei Neon.de ihren ersten Blog. 2008 kam sie zu dem feministischen Blog Mädchenmannschaft, das im selben Jahr mit dem Best Of Blogs-Award der Deutschen Welle ausgezeichnet und 2009 für den Grimme Online Award und den Alternativen Medienpreis nominiert war. Bis 2011 war sie dort aktive Bloggerin und im Vorstand des Trägervereins von Mädchenmannschaft.
Rönicke betrieb den Blog The Leftist Elite mit Themen wie aktueller Politik, der Männerrechtsbewegung, Feminismus, dem Internet, Bildung und sozialen Fragen. Sie war Mitbegründerin der inzwischen eingestellten Plattform netzfeminismus.org, die Niklas Hofmann in der Süddeutschen Zeitung als „beginnende Vernetzung“ des Netzfeminismus in Deutschland einordnete. Auf der Plattform waren 70 Blogs und Webmagazine von Frauen aus Wissenschaft, Wirtschaft und Kultur zusammengeschlossen, darunter die Netzauftritte von Anke Domscheit-Berg, Susanne Klingner, Kübra Gümüşay und Antje Schrupp.
Zusammen mit den Autorinnen des Buches Wir Alphamädchen, Barbara Streidl und Susanne Klingner, gründete sie die Webinitiative Frau Lila mischt sich ein. Um Frauen in der digitalen Gesellschaft sichtbarer zu machen, riefen sie zudem im Mai 2012 das Bloggerinnen-Magazin Die Featurette ins Leben. Beide Projekte wurden mittlerweile beendet, mündeten jedoch in den Lila Podcast, den Rönicke zusammen mit Susanne Klingner 2013 startete. Judith Langowski bezeichnete ihn 2020 in ze.tt als „Klassiker unter den feministischen Podcasts in Deutschland“.
Im September 2017 gründete sie gemeinsam mit Susanne Klingner das Podcast-Label hauseins. Hier führt sie eigene Projekte spenden- und werbefinanziert fort, darüber hinaus produzieren Klingner und Rönicke Auftragspodcasts unter anderem für Greenpeace, die Süddeutsche Zeitung und Deezer.

## Preise
Mit ihrem Konzept für Maschallah!, einem Podcast, der muslimische Deutsche porträtiert, gewann sie zusammen mit der Moderatorin Merve Kayikci 2019 den Podcast-Wettbewerb der re:publica in Kooperation mit Deezer, „Originals gesucht“.
Seit 2015 moderiert sie zusammen mit Holger Klein den wöchentlichen Podcast Die Wochendämmerung, der im März 2020 bei der Preisverleihung von Die Goldenen Blogger als „Bester Podcast 2019“ hervorging.

## Publikationen
- Vernetzt, präsent und engagiert: Feministische Netzkultur, in: Geschlechterrollen im Wandel. Schweizer Fachzeitschrift «Frauenfragen», 2011, S. 43–46 (gesamtes Heft zum Download)
- Bitte Freimachen. Eine Anleitung zur Emanzipation. Metrolit Verlag, Berlin 2015, ISBN 978-3-8493-0369-3.
- Sex.100 Seiten. Reclam Stuttgart 2017, ISBN 978-3-15-020442-9.
- Emanzipation. 100 Seiten. Reclam, Stuttgart 2018, ISBN 978-3-15-020439-9.
- Beate Uhse. Ein Leben gegen Tabus. Residenz Verlag, Salzburger Wien 2019, ISBN 978-3-7017-3466-5.